# Veado-catingueiro
O veado-catingueiro (nome científico: Subulo gouazoubira), também conhecido por veado-virá, virá, virote, veado-branco, guaçutinga, guaçucatinga e guaçubirá, é uma espécie de cervídeo sul-americano de pequeno porte, do gênero Mazama. O nome Mazama simplicornis foi largamente utilizado, assim como o nome Mazama gouazoupira (tal nome tem origem na descrição de Félix de Azara do "gouazoubira", nome comum da espécie em tupi). Tais nomes foram utilizados até o trabalho de Philip Hershkovitz, de 1951, em que reconheceu que o nome dado por Fischer (gouazoubira) era anterior ao dado por Illiger (simplicornis). Hershkovitz também percebeu que gouazoupira era resultado de um erro ortográfico. Apesar do nome origina ser gouazoupira, o largo uso do nome gouazoubira tornou esse o nome oficial da espécie.Porém em estudos recentes, através de abordagens morfológicas (caracterização geral e morfometria), citogenéticas (coloração convencional, Ag-NOR, bandas G e C e hibridização in situ fluorescente) e filogenéticas (mitogenomas), foi validado o gênero Subulo Smith, 1827, e fixado um neótipo, devido a âusencia do holotipo, para o gênero de um topótipo masculino no Paraguai.
A espécie ocorre desde o sul da região Amazônica até o Uruguai e região central da Argentina ocupando todo o leste das regiões pré-andinas até o litoral brasileiro. Parece evitar florestas altas, preferindo áreas de floresta secundária, com alta quantidade de vegetação arbustiva no sub-bosque, como capoeiras e bordas de mata. Dado sua alta adaptabilidade, o veado-catingueiro pode habitar áreas altamente modificadas pelo homem, e pode ocorrer mesmo em monoculturas agrícolas, como canaviais e plantios de Eucalyptus e Pinus. Provavelmente, a própria ação humana tenha beneficiado a espécie em algumas localidades, o que causa preocupações dado o alto potencial invasor da espécie, que pode competir com outras espécies do gênero Mazama, que são mais raras, como Mazama nana e Mazama bororo.
É um cervídeo de pequeno porte, pesando entre 11 e 25 quilos. Mede entre 85 a 105 centímetros de comprimento e possui entre 50 e 65 centímetros na altura da cernelha. A coloração varia desde o avermelhado até o cinza, com cor mais clara no ventre, e áreas brancas na parte inferior da cauda e interior das orelhas. Possui uma mancha branca acima dos olhos, que é característica dessa espécie. Os chifres não são ramificados, possuem entre 6 e 12 centímetros de comprimento e são observados principalmente entre maio e julho, no Brasil. São animais geralmente diurnos e solitários, mas podem formar pequenos grupos em período de escassez de alimentos. Os machos são territoriais e a área de vida da espécie varia de 30 a 300 hectares. A onça-pintada (Panthera onca) e a onça-parda (Puma concolor) são seus principais predadores. Sua dieta se constitui principalmente de frutos e folhas. A gestação dura cerca de 7 meses e dão à luz um filhote por vez. Este, nasce com pintas brancas na pelagem, que desaparecem depois de 3 ou 4 meses. O ciclo reprodutivo do veado-catingueiro é rápido, com as fêmeas podendo ter até duas prenhez por ano.
A União Internacional para a Conservação da Natureza (UICN) lista a espécie como de "baixo risco", assim como não consta na lista do Instituto Brasileiro do Meio Ambiente e dos Recursos Naturais Renováveis (IBAMA), de animais em extinção. Provavelmente, é a espécie de cervídeo mais abundante do Brasil. Entretanto, parece ameaçado de extinção no Rio Grande do Sul e no Rio de Janeiro. No Paraná, a situação não é conhecida, sendo classificado na categoria deficiente de dados. A caça é a principal ameaça à espécie, e calcula-se que até 2000 animais são mortos por mês na Argentina. Apesar do desmatamento ter favorecido a expansão da espécie, o contato com animais domésticos pode ser prejudicial ao transmitir zoonoses.

## Leitura complementar
- Duarte, J.M.B.; González, S., ed. (2010). Neotropical Cervidology: Biology and Medicine of Latin American Deer. Jaboticabal, Brasil: FUNEP. 393 páginas. ISBN 978-85-7805-046-7
- Wilson, D.E.; Mittermeier, R.A., ed. (2011). Handbook of the Mammals of the World - Volume 2:Hoofed Mammals. Barcelona: Lynx Edicions. 886 páginas. ISBN 978-84-96553-77-4
- Duarte, J.M.B.; Reis, M.L., ed. (2012). Plano de Ação Nacional para a Conservação dos Cervídeos Ameaçados de Extinção (PDF). Brasília: Instituto Chico Mendes de Conservação da Biodiversidade. 128 páginas